# L’Hospitalet-près-l’Andorre
L’Hospitalet-près-l’Andorre település Franciaországban, Ariège megyében, Midi-Pyrénées régióban. Lakosainak száma 95 fő (2022. január 1.). L’Hospitalet-près-l’Andorre Mérens-les-Vals és Porté-Puymorens községekkel határos. Továbbá az andorrai hercegség Encamp közösségének El Pas de la Casa településével is határos.

## Népesség
A település népességének változása:
| Lakosok száma | 161  | 171  | 146  | 107  | 90   | 89   | 95   | 102  | 103  | 95   |
|               | 1968 | 1982 | 1990 | 2006 | 2013 | 2015 | 2017 | 2019 | 2020 | 2022 |